# Квітневі викрутаси
Міжнародний фестиваль-конкурс хореографічного мистецтва «Квітневі викрутаси» — проводиться щорічно з 2012 року в Ніжинському державному університеті імені Миколи Гоголя в місті Ніжин Чернігівської області. Учасники — діти та молодь. Фестиваль-конкурс присвячується Міжнародному дню танцю.

## 2024
Захід відбувся 27 квітня.
У складі журі:
- Аліна Підлипська (голова журі) — доктор мистецтвознавства, професор кафедри хореографічного мистецтва Київського національного університету культури та мистецтв.
- Ростовська Юлія Олександрівна — кандидат педагогічних наук, доцент кафедри музичної педагогіки та хореографії Ніжинського державного університету імені Миколи Гоголя.
- Галина Тимошенко — заслужений працівник культури України, директор КЗ ПМО «Ніжинська хореографічна школа», керівник та головний балетмейстер Зразкового аматорського ансамблю бального танцю «Ритм».
- Андрій Лоєвець — художній керівник та головний диригент академічного ансамблю пісні і танцю «Сіверські Клейноди», Чернігівського обласного філармонійного центру фестивалів та концертних програм.
- Людмила Попович — заслужений діяч мистецтв України, член Спілки театральних діячів України, завідувач кафедри хореографії та вокального мистецтва Таврійського національного університету імені В. І. Вернадського (м. Київ), викладач хореографічних дисциплін.

Організували фестиваль Олександр Пархоменко, Анна Сєрякова, Віталіна Скороход.

## 2023
Фестиваль-конкурс відбувся 22 квітня 2023. Участь взяли понад 30 колективів з різних міст України. У складі журі:
- Тарасов Юрій Михайлович (голова журі) — Директор студії по підготовці акторських кадрів, при Національному заслуженому академічному ансамблі танцю України імені Павла Вірського
- Кон Сергій Володимирович — український артист балету, балетмейстер Київського муніципального театру опери і балету для дітей та юнацтва, балетмейстер-репетитор Київ-модерн-балету, лауреат Премії імені А. Ф. Шекери у галузі хореографічного мистецтва
- Тимошенко Галина Львівна — відмінник освіти України, заслужений працівник культури України, директор КЗ ПМО «Ніжинська хореографічна школа», керівник та головний балетмейстер Зразкового аматорського ансамблю бального танцю «Ритм»
- Ростовська Юлія Олександрівна — кандидат педагогічних наук, доцент кафедри музичної педагогіки та хореографії Ніжинського державного університету імені Миколи Гоголя. Засновник фітнес-секції «Елада», тренер з багатофункціонального фітнесу та пілатесу.
- Максименко Віра Іванівна — викладач хореографічних дисциплін кафедри музичної педагогіки та хореографії Ніжинського державного університету імені Миколи Гоголя